# Ivo Grgurev
Ivo Grgurev (Vodice, 4. studenoga 1909. – Vodice, 25. siječnja 1992.) bio je hrvatski književnik, katolički svećenik, srednjoškolski profesor i poliglot. Pisao je pjesme, lirsku prozu, putopise, bogoslovne osvrte i memoare.

## Život
Rođen je u Vodicama 1909. u obitelji oca Frane i majke Antice, rođ. Fržop. Osnovnu školu pohađao je u rodnim Vodicama (1916. – 1921.), klasičnu gimnaziji u Sinju i Šibeniku (1921. – 1925.) i više razrede klasične gimnazije u Splitu (1925. – 1929.), s višim tečajnim ispitom. Studirao je na Bogoslovskom katoličkom učilištu u Splitu i Mariboru (1929. – 1933.) te na Teološkom fakultetu u Ljubljani i Zagrebu, na kojemu je diplomirao 1936. godine. Studirao je klasične jezike (grčki i latinski) te se služio francuskim, talijanskim i slovenskim, a ukupno s osam jezika. Po završetku Drugoga svjetskog rata, osuđen je na 15 godina tamnice te je tri godine proveo u Staroj Gradiški. Interniran je u Vodice, a 1949. napušta svećeništvo i ulazi u prosvjetnu službu. God. 1950. upisuje studij književnosti na Filozofskom fakultetu u Zagrebu, VIII. grupa (narodni jezik i književnost) te je diplomirao 1956. Radio je kao profesor latinskog, francuskog, povijesti i filozofije u gimnazijama u Osijeku, Konjicu i Sarajevu, do umirovljenja 1972.
Umro je 25. siječnja 1992. Pokopan je na vodičkom groblju Pudarica.

## Književnost
Pisao je pjesme, prozu i putopise. Dio je objavio pod pseudonimima „Sanja” i „Dig” u almanahu Selo i grad, mjesečniku Misao, Hrvatskoj prosvjeti, Danici i Maruliću. Bio je glavni i odgovorni urednik šibenskog lista Katolik (1935. – 1937.) te je napisao udžbenik Naš jezik (1935.), u izdanju sarajevske Svjetlosti.
Radove je objavljivao u časopisima, almanasima, kalendarima i listovima: Orlovska misao (1928. – 1929.), Dijecezanski list za Šibensku biskupiju (1929.), Euharistijski glasnik (1929. – 1931.), Misao (Zagreb, 1929. – 1930.), Križ (1930.), Lipica (Maribor, 1930. – 1933.), Nedjelja (Zagreb, 1930. – 1933.), Selo i grad (1932. – 1933.), Križarski kalendar (1934.), Katolik (1935. – 1939.), Croatia orans (1936.), Jadranski dnevnik (1936.), kalendaru Danica (1977. – 1988.), Maruliću (1986. – 1987.).
Najpoznatija mu je pjesnička zbirka Svemirski mirisi i  memoari Svjedočanstvo (jednog i mnogih stradanja).
- Svemirski mirisi. Symposion. Split. 1996. ISBN 953-6261-13-8.
- Svjedočanstvo (jednog i mnogih stradanja). Hrvatsko društvo političkih zatvorenika, Podružnica Split. 1999.

Zastupljen je u antologiji Krist u hrvatskom pjesništvu: od Jurja Šižgorića do naših dana.